# Cantone di Ribécourt-Dreslincourt
Il Cantone di Ribécourt-Dreslincourt era una divisione amministrativa dell'arrondissement di Compiègne.
È stato soppresso a seguito della riforma complessiva dei cantoni del 2014, che è entrata in vigore con le elezioni dipartimentali del 2015.
Comprendeva i comuni di:
- Bailly
- Cambronne-lès-Ribécourt
- Carlepont
- Chevincourt
- Chiry-Ourscamp
- Longueil-Annel
- Machemont
- Marest-sur-Matz
- Mélicocq
- Montmacq
- Pimprez
- Le Plessis-Brion
- Ribécourt-Dreslincourt
- Saint-Léger-aux-Bois
- Thourotte
- Tracy-le-Val
- Vandélicourt